# Бутаганзва (комуна)
Бутаганзва — одна з комун провінції Каянза, на півночі Бурунді. Центр — однойменне містечко Бутаганзва.